# Présidence espagnole du Conseil de l'Union européenne en 1995
La présidence espagnole du Conseil de l'Union européenne en 1995 désigne la deuxième présidence du Conseil de l'Union européenne, effectuée par l'Espagne depuis son entrée dans l'Union européenne en 1986.
Elle fait suite à la présidence française de 1995 et précède celle de la présidence italienne du Conseil de l'Union européenne à partir du 1er janvier 1996.